# Sääksjärvi (sjö i Nurmijärvi och Hyvinge, Nyland)
Sääksjärvi är en sjö i Finland. Den ligger i kommunerna Nurmijärvi och Hyvinge i landskapet Nyland, i den södra delen av landet, 40 km norr om huvudstaden Helsingfors. Sääksjärvi ligger 99,8 meter över havet. Arean är 2,6 kvadratkilometer och strandlinjen är 10,35 kilometer lång. Sjön  ingår i Karisåns huvudavrinningsområde.   I omgivningarna runt Sääksjärvi växer i huvudsak blandskog. Den sträcker sig 2,1 kilometer i nord-sydlig riktning, och 2,6 kilometer i öst-västlig riktning. Ön Mustasaari finns i Sääksjärvi.